# هايدكي ماتسوي
هايدكي ماتسوي (باليابانية: 松井秀喜؛ بالكانا: まつい ひでき) هو لاعب كرة قاعدة ياباني، ولد في 12 يونيو 1975 في نومي في اليابان.

## وصلات خارجية
- هايدكي ماتسوي على موقع دوري كرة القاعدة الرئيسي (الإنجليزية)
- هايدكي ماتسوي على موقع الدوري الياباني لكرة القاعدة (الإنجليزية)
- هايدكي ماتسوي على موقعبيزبول رفرنس.كوم (الدوري الرئيسي) (الإنجليزية)
- هايدكي ماتسوي على موقعبيزبول رفرنس.كوم (الدوري الثانوي) (الإنجليزية)
- هايدكي ماتسوي على موقع إي إس بي إن.كوم (أم.أل.بي) (الإنجليزية)
- هايدكي ماتسوي على موقع مشجعي الرسوم البيانية (الإنجليزية)
- هايدكي ماتسوي على موقع أوليمبيديا (الإنجليزية)
- هايدكي ماتسوي على موقع إن إن دي بي (الإنجليزية)